# Хлестков, Алексей Александрович
Алексей Александрович Хлестков — советский хозяйственный, государственный и политический деятель, генерал-лейтенант.

## Биография
Родился в 1919 году в Вологодской губернии. Член КПСС.
С 1940 года — на хозяйственной, общественной и политической работе. В 1940—1984 гг. — оперуполномоченный ЭКО УНКВД Туркменской ССР по Ташаузской области, старший оперуполномоченный, начальник районного отделения, начальник секретариата МГБ Туркменской ССР, начальник Инспекции МГБ Туркменской ССР, сотрудник УКГБ по Горьковской области, сотрудник аппарата старшего советника КГБ при органах МГБ ГДР, председатель КГБ при СМ Чечено-Ингушской АССР, начальник УКГБ по Челябинской области, начальник УКГБ по Свердловской области, начальник УКГБ по Ростовской области.
Избирался депутатом Верховного Совета РСФСР 8-го, 9-го и 10-го созывов.
Делегат XXIII, XXIV, XXV и XXIV съездов КПСС.
Умер в Москве в 1987 году.